# Dicranota perlongiseta
Dicranota perlongiseta är en tvåvingeart som beskrevs av Alexander 1966. Dicranota perlongiseta ingår i släktet Dicranota och familjen hårögonharkrankar. Inga underarter finns listade i Catalogue of Life.